# ۲۰ اسفند
۲۰ اسفند سیصد و پنجاه و ششمین روز از سال در گاه‌شماری خورشیدی است. به پایان سال ۹ روز (۱۰ روز در سال کبیسه) مانده‌است.

## رویدادها
- ۱۲۹۰ - آغاز انتشار روزنامه بخارای شریف
- ۱۳۵۷ - خروج رسمی ایران از پیمان سنتو
- ۱۳۹۲ _ دستگیری آرمان عبدالعالی ؛ دوست و عامل جنایت قتل غزاله شکور [۱]
- ۱۳۹۶ - حادثه ۲۰ دی ۱۳۹۶ فروند بمباردیه چلنجر ۶۰۰ سریز
- ۱۳۹۹ - جنایت میدان آرژانتین تهران
- 1324 - ترور احمد کسروی

## زادروزها
- ۱۳۱۴ - منوچهر لشگری، آهنگساز
- ۱۳۱۶ - بهروز وثوقی، بازیگر
- ۱۳۳۵ - قاسم سلیمانی، دومین فرمانده نیروی قدس سپاه پاسداران انقلاب اسلامی
- ۱۳۴۹ - حسن محمودی روزنامه‌نگار
- ۱۳۵۱ - لادن مستوفی، بازیگر
- ۱۳۵۸ - بیت‌الله عباس‌پور، ورزشکار
- ۱۳۵۸ - سروش جمشیدی، بازیگر
- ۱۳۸۷- محمد شیرازی، محقق گروه گل های داوودی

## درگذشت‌ها
- ۱۳۲۴ ‐ احمد کسروی، تاریخ‌دان و پژوهشگر
- ۱۳۹۸ - محمد کیاوش، نماینده اهواز در دوره نخست مجلس شورای اسلامی و نماینده آبادان در دوره دوم مجلس شورای اسلامی
- ۱۳۹۹ - جاسم جادری، هفدهمین استاندار هرمزگان پس از انقلاب ۱۳۵۷